# Фальк Густе
Фальк Густе (нім. Falk Huste; нар. 6 листопада 1971, Грайц) — німецький боксер, призер чемпіонатів світу і Європи серед любителів.
Фальк — старший брат боксера Кая Густе.

## Спортивна кар'єра
Боксом Фальк займався з 12 років.
1993 року вперше виграв звання чемпіона Німеччини в напівлегкій вазі.
На чемпіонаті світу 1995 в чвертьфіналі виграв у Рамаза Паліані (Росія) — 8-1, а в півфіналі програв Серафіму Тодорову (Болгарія) — 7-15 і отримав бронзову медаль.
На Олімпійських іграх 1996 Густе здобув дві перемоги над Девідом Берке (Англія) — 13-9 та Улугбеком Ібрагімовим (Узбекистан) — 8-4, але в чвертьфіналі знов програв Серафіму Тодорову (Болгарія) — 6-14.
На чемпіонаті світу 1997 в чвертьфіналі Густе переміг Андрія Котельника (Україна) — 11-6, в півфіналі  Рудінельсона Гарді (Куба) — 19-7, в фіналі програв Іштвану Ковачу (Угорщина) — 2-6 і отримав срібну нагороду.
На чемпіонаті Європи 1998 Густе програв в чвертьфіналі Рамазану Паліані (Туреччина) — 5-8.
На чемпіонаті світу 1999 програв в 1/8 фіналу Рікардо Хуаресу (США) — 6-12.
На чемпіонаті Європи 2000 Густе отримав бронзову медаль, програвши в півфіналі Борісу Георгієву (Болгарія) — 4-9.
На Олімпійських іграх 2000 Густе переміг Йоні Турунена (Фінляндія) — 10-6, а в наступному бою програв Рікардо Хуаресу (США) — 15-17. Після цих ігор Густе завершив виступи і перейшов до тренерської діяльності.